# Hans Ulrich Steger
Hans Ulrich Steger, bekannt als H. U. Steger (* 21. März 1923 in Zürich; † 18. Juni 2016 in Maschwanden) war ein Schweizer Karikaturist, Kinderbuchautor, Kunstmaler und Objektkünstler.

## Leben
Steger wurde als Sohn eines Architekten in Zürich geboren und ist in Küsnacht aufgewachsen. Von 1939 bis 1943 war er an der Kunstgewerbeschule Zürich (Fachklasse für Grafik) in Ausbildung, bevor er 1943 die Rekrutenschule absolvierte und dann in den Aktivdienst wechselte. 1943 erschienen ausserdem seine ersten Karikaturen im Nebelspalter. Von 1945 bis 1961 war Steger regelmässiger Mitarbeiter der Weltwoche, jeweils für die Titelkarikatur. Er unterrichtete von 1960 bis 1981 an der Kunstgewerbeschule Zürich – zuerst Mode- dann Werklehrerklassen – und 1963–1968 an der Kunstgewerbeschule Luzern.
Von 1961 bis 1967 war Steger Karikaturist bei der Zürcher Woche, von 1967 bis 1997 beim Tages-Anzeiger. Dort zeichnete er zunächst ausschliesslich zur internationalen Politik, später dann auch zur schweizerischen Innenpolitik. Steger arbeitete von 1972 bis 1987 ausserdem wieder regelmässig für den Nebelspalter. Als Karikaturist gilt er als Meister der direkten, unverblümten Aussage. Er betätigte sich allerdings auch als Kunstmaler, Grafiker, Objektkünstler, Spielzeugerfinder, Kinderbuchautor, Ausstellungsgestalter und Amateurvolkskundler.
Steger starb 2016 in Maschwanden, Zürich. Sein Nachlass befindet sich im Archiv für Zeitgeschichte der ETH Zürich.

## Karikaturen
Stegers Karikaturen sind oft von Vorbildern aus Literatur (insbesondere Märchen und Kinderreime) und Kunst (Gemälde, Skulpturen und Film) inspiriert. Als Vorlage verwendete er häufig Pressefotos von Politikern.
Rund 1800 Original-Karikaturen hat Steger dem Archiv für Zeitgeschichte der ETH Zürich geschenkt. Sie stammen aus der Zeit zwischen dem Ende des Zweiten Weltkriegs und der Jahrtausendwende und befassen sich vorwiegend mit internationaler und schweizerischer Politik.

## Kinderbücher
Mit der Reise nach Tripiti (1967) und Wenn Kubaki kommt (1976) konnte Steger zwei grosse Erfolge feiern und zeigte dabei seine grosse Leidenschaft für kleine Details und fremde Länder. So wurde das 1967 erschienene Kinderbuch Reise nach Tripiti in zahlreiche Sprachen, wie beispielsweise Englisch, Afrikaans, Dänisch, Schwedisch, Holländisch und Japanisch übersetzt.

## Übrige Werke
- Autolatein für Anfänger: Die Geschichte des Automobils von der Steinzeit bis Henri Ford I, Diogenes Verlag, Zürich 1961.
- Die hohe Politik, Scherz, Bern 1946.
- Meine grossen Tiere: Zehn Jahre Weltwochenschau 1945 - 1956, Diogenes Verlag, Zürich 1956.
- Zahn um Zahn: 50 Jahre Weltgeschichte in Bildern, Limmat Verlag, Zürich 1999.